# ماسايوشي يوشيد
ماسايوشي يوشيدَ (باليابانية: 吉田 匡良) (4 أغسطس 1982 في نارا في اليابان – )؛ هو لاعب كرة قدم ياباني سابق كان يلعب كمدافع.

## وصلات خارجية
- ماسايوشي يوشيد على موقع رابطة كرة القدم اليابانية للمحترفين (اليابانية)